# Glockenkarkopf
Glockenkarkopf (Italienska: Vetta d'Italia) är ett berg på gränsen mellan Italien och  Österrike. Toppen på Glockenkarkopf är 2 911 meter över havet. Den har traditionellt ansetts som den nordligaste punkten i Italien, men är egentligen inte det. Det är den närliggande Zwillingsköpfe som är den nordligaste punkten i Italien.
Terrängen runt Glockenkarkopf är huvudsakligen bergig. Runt Glockenkarkopf är det ganska glesbefolkat, med 26 invånare per kvadratkilometer.. Det närmaste större samhället är Prettau. 
Trakten runt Glockenkarkopf består i huvudsak av gräsmarker.